# UCoz
Az uCoz egy ingyenes webtárhely és honlapszerkesztési szolgáltatás beépített tartalomkezelő rendszerrel (CMS). A uCoz modulok egysége lehetőséget biztosít egy sokfunkciós professzionális honlap létrehozásához, de a modulok külön-külön is használhatók, pl. blog, fórum, online képgaléria létrehozására. Jelenleg a uCoz rendszerében több mint 1 millió honlap található.

## Történet
A szolgáltatást egy lelkes fejlesztői közösség hozta létre[forrás?], akik ingyenes vendégkönyveket készítettek. Perl nyelven íródott szavazó szolgáltatásokon, valamint CMS WoCatalog Pro scripteken dolgoztak, melyeknek a megközelítő ára 200-400 USD volt. Nagyjából kétévnyi fejlesztés után, 2005. október 29-én napvilágot látott a szolgáltatás orosz nyelvű változata. 2007 júniusában hivatalosan is elindították az angol változatot, augusztusban pedig a német lokalizáció alfa verziója is megkezdte működését. Jelenleg a szolgáltatás számos további nyelven is elérhető: spanyolul, franciául, magyarul, ukránul, arabul, lengyelül és portugálul, románul, de létre lehet hozni honlapokat még svéd, héber, örmény és grúz nyelveken is. 2010 márciusában a uCoz rendszerét használó aktív weboldalak száma elérte az egymilliót, mellyel Kelet-Európa egyik legnagyobb ingyenes webtárhely szolgáltatója lett.

## A uCoz rendszer sajátosságai
Mivel a uCoz egy SaaS rendszer, az összes többi hasonló rendszer sajátosságát hordja magával, mint például: a funkcióit zárt forráskóddal nyújtja a felhasználók számára, de ennek ellenében a honlap teljesen testre szabható, és fel lehet használni szerveroldali JavaScript szkripteket; szerveren kívüli szkript- és adatbázis-futtatás sem érhető el a rendszerben (minden a Web 3.0 PaaS koncepció alapján lehetséges, mely rengeteg beépített lehetőséggel rendelkezik). Statikus HTML-oldalak használata engedélyezett, de nem ajánlott – van pár korlátozás a statikus HTML oldalak, szerverre történő feltöltésében. A rendszer teljesen kompatibilis a legújabb HTML5 és CSS3 webstandardokkal, ezáltal korlátlan testreszabási, átalakítási lehetőségeket nyújtva a webmesterek számára.

## A szolgáltatás főbb jellemzői
- 300 előre elkészített weblap-sablon, melynek száma fokozatosan növekszik
- lehetőség van saját külalak szerkesztésére, vagy bármelyik létező sablon átalakítására
- a regisztráció alkalmával 400 MB tárhely kerül kiosztásra, ám a tárhely mérete a látogatók számának arányával és az idő múlásával párhuzamosan növekszik gyakorlatilag korlátlan méretig
- nagy méretű fájlok feltöltése a DepositFiles segítségével
- aldomainnevek létrehozása
- saját domainnév csatolása
- korlátlan számú MX-bejegyzés létrehozása/szerkesztése, és a domainnév áthozatala után aldomainnevek létrehozásának lehetősége
- FTP elérés
- WYSIWYG online szerkesztő
- mobil verziók a honlapokhoz
- biztonsági másolat
- RSS export és import
- Lightbox
- egyszerű és intuitív vezérlőpult
- belépési lehetőség közösségi hálózatok segítségével (Facebook, Twitter, Google+, uID[3])
- online közösség a felhasználók kérdéseinek megvitatásához
- számos szöveges- és videosegédlet

## Modulok
A uCoz jelenleg 22, teljesen átalakítható modullal rendelkezik: 
- Oldalszerkesztő
- Felhasználók
- Keresés
- Fórum
- Fotóalbumok
- Vendégkönyv
- Mini-chat
- Statisztika
- Fájlkatalógus
- Honlapkatalógus
- Cikkek katalógusa
- Hirdetőtábla
- Tesztek
- Online játékok
- Blog
- Hírek
- Kérdőívek
- GYIK-modul
- Videók
- E-mail űrlapok
- Közösségi megosztó
- és nem utolsósorban a webáruház.

## Prémium szolgáltatások
A uCoz prémium szolgáltatásai közé a következőket sorolhatjuk:
- a uCoz védjegy eltávolítása
- a reklámbanner eltávolítása
- a Vezérlőpult reklámjának eltávolítása
- tárhelynövelés 10 GB méretig
- a uCoz számlálójának elrejtése
- az e-mail üzenetekhez fájlcsatolási lehetőség
- automatikus biztonsági mentések
- a Webáruház modul aktiválása
- ingyenes domainnév egy évre történő előfizetés esetén
- kedvezmény a kapcsolódó „prémium sablonok webáruházában”, vagy egy teljesen ingyenes prémium sablon
- látogatottság hiányában a honlap nem kerül törlésre
- a Közösségi megosztó modul korlátozásainak eltörlése
- helyi (nem uID) felhasználók
- PHP-szkriptek korlátozott használata
- kép-vízjel a feltöltött képeken

## Díjak
- Mashable Open Web Awards nyertes 2009-ben[4]
- Runet Prize 2008 People's Ten[5]
- Runet Prize 2009  Technologies and Innovations[6]
- A Webhostdir legnépszerűbb honlapja 2008-ban[7]
- A Webhostdir legnépszerűbb honlapja 2009-ben[7]

## Külső hivatkozások
- uCoz
- Top Sites Russian Archiválva 2016. május 14-i dátummal a Wayback Machine-ben Alexa Top 100 Sites. Alexa Internet
- Runet Prize 2009 Technologies and Innovations Díjátadás TV-felvétele

Beszkennelt újságok:
- Top 20 Sites Russian[halott link]
- A runet ingyenes webtárhely-szolgáltatás piacán 52% részesedés[halott link]